# 盜食寄生

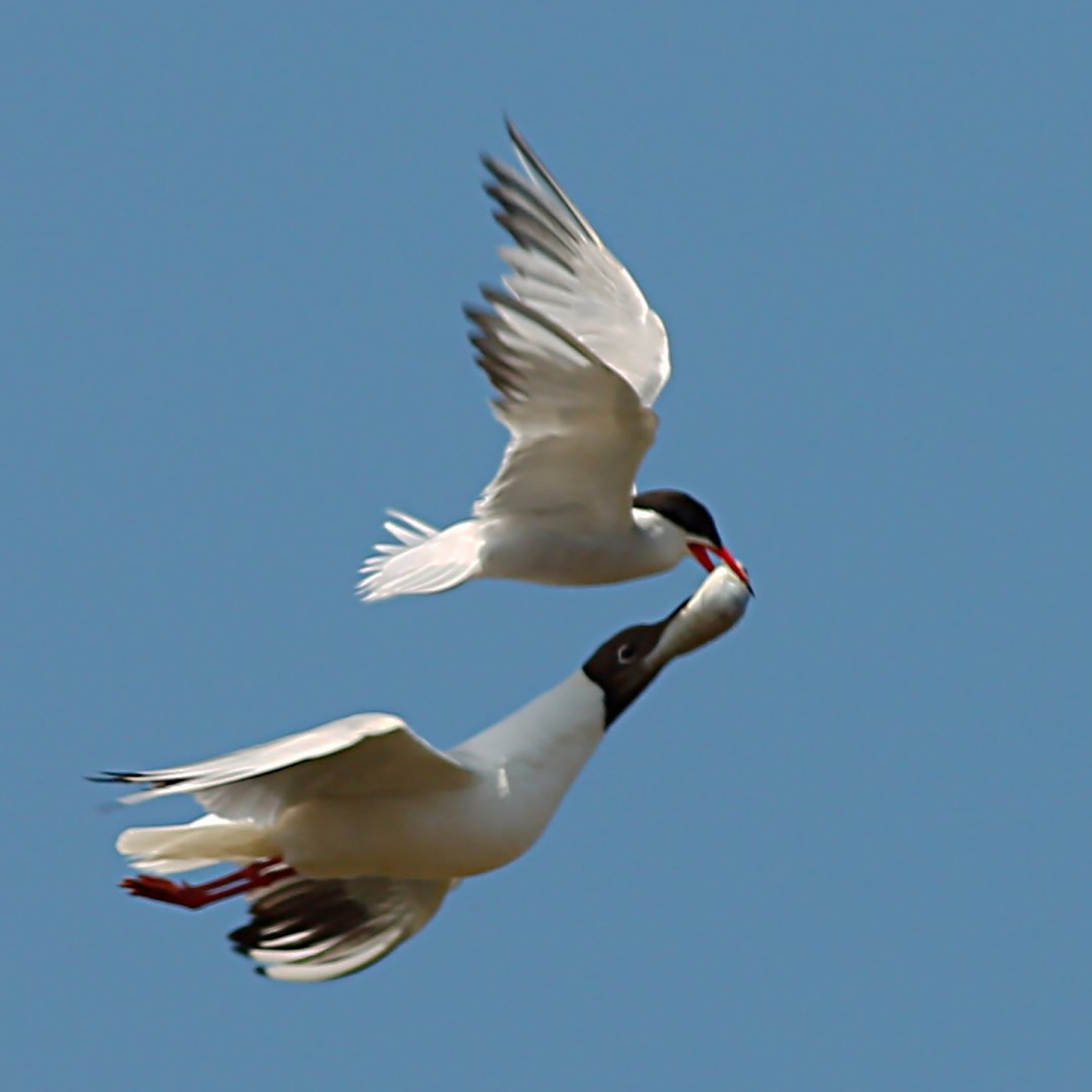
普通燕鸥（上）試圖搶走紅嘴鷗（下）嘴裡的魚，這兩種海鳥都會行盜食寄生

盜食寄生（英語： 或 cleptoparasitism），又名偷竊寄生，即動物偷竊或搶奪其他動物的食物來吃的行為，常被視作寄生關係的一種變體，但寄生物（盜食者）不直接從宿主（被盜者）的身體攝取養分，而是利用宿主勞動的成果，宿主通常也不會因此死亡或受傷。

## 綜述
動物需要覓食、獲取食物並進食，才能獲得營養和能量，但食物有時會被其他動物奪走，導致此過程中斷。而盜取其他動物的食物之行為，無論對該物種而言是否為主要的覓食手段，皆可視為盜食寄生:188:496。在多數情況下，這種關係對盜食者有益，對被盜者有害，但不會直接導致被盜者死亡或受傷:162。盜食寄生可存在於相同或不同物種之間，在動物界並不罕見，諸如刺胞動物、扁形動物、環節動物、節肢動物、軟體動物、棘皮動物和脊椎動物等類群都有紀錄，其中以鳥類被研究得最為詳盡，已知至少110種鳥類有盜食寄生的習性，包含軍艦鳥科、鞘嘴鷗科與賊鷗科的所有物種，以及逾四分之一的鷗科鳥類:488-489。
乍看之下，盜食寄生是坐享他者收穫的行為，但盜食本身也會耗費時間與精力，不見得比自力覓食更有效率。按照最佳覓食理論的預測，動物會選用成本最少、效益最大的覓食方式。倘若資源充裕，動物能靠自己覓得更多食物，那麼自力覓食通常是經濟效益較高的選項。反之，當環境中食物稀缺，食物的能量與營養價值大過盜食的成本時，盜食寄生才有天擇上的優勢，成為演化穩定的行為並被保留下來。若以寄生關係視之，許多盜食寄生的物種是伺機性寄生物，少數以盜食寄生為主要覓食方式的物種則屬於專性寄生物，但後者仍有自力覓食的能力，一個族群也常同時存在盜食的個體與不盜食的個體，兩群個體的多寡會受負頻率依存型天擇的影響而波動——當盜食性個體過多，導致同類競爭愈趨激烈，便會驅使部分的盜食性個體轉為自力覓食:496。
盜食寄生的原文「clepto-parasitism」由生物學家羅斯柴爾德於1957年提出，字首「clepto-」源於古希臘語的（轉寫：kléptēs），為小偷或強盜之意，最初形容某些海鳥雖能自力捕食，卻偏好從其他海鳥身上搶獵物的現象。不過早在18世紀中葉，林奈就指出賊鷗科的短尾賊鷗會刻意追逐或攻擊同類，伺機搶走牠們吐出的食物；他以「寄生」來形容短尾賊鷗與被盜者的關係，短尾賊鷗的種小名「parasiticus」即是由此而來。雖然盜食經常被視作寄生性的覓食行為，但也有科學家認為這種關係不應單純視為寄生，除了盜食者與被盜者之間也存在競爭關係以外，盜食行為有時對被盜者是無害的，例如某些姬蛛科的蜘蛛會寄居在大型蜘蛛結的網上，伺機偷吃黏在網上的小動物，不過這些小動物並不是宿主的主要目標，宿主也很可能不會吃這些小動物，因此姬蛛盜食對宿主的影響不大。這樣的盜食寄生就較接近片利共生的關係，也有科學家會以盜食共生（英語： 或 cleptobiosis）來描述這種關係:189。
由於「clepto-parasitism」這個詞本身並未特別提及食物，有些科學家會將動物盜取資源，也就是所有偷東西的行為都歸入這個範疇:253。